# Alessandro Bergallo
Alessandro Bergallo (Genova, 7 marzo 1966) è un attore, cabarettista e autore italiano.

## Biografia
Inizia giovanissimo ad esibirsi a teatro con la compagnia dialettale Mario Cappello e, dopo le prime esperienze giovanili con il teatro, inizia la carriera di cabarettista. Ha fatto parte del gruppo genovese Cavalli Marci dal loro esordio nel 1991 fino al 1998, quando se ne separa per avviare una carriera da solista e per fondare i Quellilì, e che vince il premio Risata dell'anno 2003 nella trasmissione televisiva Baciami Versilia.
Frequenta diversi stage del clown Jango Edwards per il perfezionamento dell'arte scenica Nel 2008 inizia la collaborazione con la cooperativa del Teatro della Tosse di Genova con il quale partecipa, in qualità di attore e autore, a numerose produzioni e messe in scena. Nel frattempo si perfeziona partecipando a laboratori col regista e antropologo colombiano Enrique Vargas del Teatro de los Sentidos.
Dal 2016 inizia un percorso di studio attoriale sul solco della tradizione di Stanislavskij seguito dall'acting coach Paolo Antonio Simioni

## Teatro
- Crisi di identikit, scritto e interpretato con Federico Bagnasco. Lo spettacolo partecipa al Gressoney Walser Festival, 2006[3]
- Il Mistero dei Tarocchi, di Tonino Conte e Gian Piero Alloisio, 2008-2009, produzione Teatro della Tosse
- Box, di Alessandro Bergallo e Emanuele Conte (regia Emanuele Conte), 2009, pruduz. Teatro della Tosse
- I cattivi a teatro, di Tonino Conte, Emanuele Conte, Alessandro Bergallo, Nicholas Brandon, Bruno Cereseto, Pietro Fabbri e Amedeo Romeo, 2009-2010, produz. Teatro della Tosse
- Box 2, di Alessandro Bergallo e Emanuele Conte (regia Emanuele Conte), 2010, produz. Teatro della Tosse
- Il viaggiatore onirico – uno spettacolo jazz, di Emanuele Conte, liberamente tratto da Autunno a Pechino di Boris Vian (regia Emanuele Conte), 2010, produz. Teatro della Tosse
- Spettacolo cosmico – gli orizzonti dello Zodiaco, di Emanuele Conte e Amedeo Romeo, 2010-2011, produz. Teatro della Tosse
- Box 3D Teatro interattivo per le in-dipendenze, di Alessandro Bergallo e Emanuele Conte (regia Emanuele Conte), 2011, produz. Teatro della Tosse
- Il castello dei 7 peccati, di Emanuele Conte e Amedeo Romeo, 2011-2012, produz. Teatro della Tosse
- Generazioni Componibili, di Alessandro Bergallo, Emanuele Conte e Andrea Pugliese (regia Emanuele Conte), 2012, produz. Teatro della Tosse
- Il Gran Bazar de le mille e una notte, di Emanuele Conte e Amedeo Romeo, 2012, produz. Teatro della Tosse - attore
- La non storia del Signor A. , di Alessandro Bergallo, Andrea Begnini e Lazzaro Calcagno (regia Lazzaro Calcagno), 2012-2013, produz. Sipario Strappato
- Vi dichiaro Marito e Moglie di Anna Fraioli (regia di Lazzaro Calcagno), 2013
- Shakespeare Dream - Musikabarett, di Emanuele Conte e Amedeo Romeo, 2013, produz. Teatro della Tosse
- Bergallo e altri animali, varietà di divulgazione scientifica, in scena alla Claque del Teatro della Tosse di Genova con cadenza mensile, di Alessandro Bergallo e Andrea Begnini, condotto da Alessandro Bergallo (2013-2014)
- Quando il jazz fa pop, con Dado Moroni, Mietta e Alessandro Bergallo,[4] 2013-2014
- Sogno di una Notte di Mezza Estate di Shakespeare con musiche di Mendelssohn, con l'orchestra sinfonica del Conservatorio Benedetto Marcello sotto la direzione musicale di Maurizio Dini Ciacci, 2014, Fondazione Cini, Venezia[5]
- DePILati, spettacolo realizzato per Bottega Solidale dedicato alla divulgazione di alternative al PIL come misuratore della felicità delle persone (assieme al professor Leonardo Becchetti dell'Università di Roma Tor Vergata), 2014
- Scacco Matto, di Emanuele Conte e Amedeo Romeo, produzione Fondazione Luzzati-Teatro della Tosse, 2014
- Ho messo un dubbio ad Amleto, di Alessandro Bergallo e Andrea Begnini, 2014-2015[6]
- Il borsone di Higgs: limiti e illimiti della scienza quotidiana, varietà di divulgazione scientifica realizzato appositamente per il MuSe di Trento, di Alessandro Bergallo e Andrea Begnini, condotto da Alessandro Bergallo, 2015[7]
- I mostri di Alice, di Emanuele Conte e Amedeo Romeo, produzione Fondazione Luzzati-Teatro della Tosse, 2015
- Dal salotto del '700 alla cucina contemporanea, Spettacolo sul tema della musica da convivio, ideazione e coordinamento artistico di Maurizio Dini Ciacci, 2016[8]
- La macchina del tempo, di Emanuele Conte, Amedeo Romeo, Marco Lubrano e Alessandro Bergallo, produzione Fondazione Luzzati-Teatro della Tosse, 2016
- Il principe piccolo, spettacolo di teatro diffuso di Andrea Begnini e Alessandro Bergallo, regia di Alessandro Bergallo e Diego Marangon, 2016[9]
- Non c'è limite alpeggio, di Alessandro Bergallo e Andrea Begnini, regia Emanuele Conte e Alessio Aronne, produzione Fondazione Luzzati-Teatro della Tosse, 2016[10]
- Enea e noi, di Andrea Begnini e Alessandro Bergallo, 2016-2017
- Il Tribuno per voce recitante, banda e registrazione, di Mauricio Kagel, Estate nel Chiostro 2017 - Conservatorio di Milano[11]
- Le 9 Lune, di Emanuele Conte, Amedeo Romeo, collaborazione ai testi Alessandro Bergallo, produzione Fondazione Luzzati-Teatro della Tosse, 2017
- Tutta colpa di Troia, spettacolo teatrale itinerante di Andrea Begnini e Alessandro Bergallo, regia di Alessandro Bergallo e Diego Marangon, con la partecipazione straordinaria di Alessandro Bergallo, 2017[12][13]
- BIS, di Andrea Begnini e Alessandro Bergallo, 2017[14]
- Ossor Otteccupac - Cappuccetto Rosso dalla parte del lupo, di Andrea Begnini e Alessandro Bergallo, 2018, regia di Alberto Giusta[15]
- Stropicciando la carta per sentirne il rumore  (Spettacolo comico-poetico sui primi 25 anni della Cooperativa Sociale Spazio Aperto Servizi) di Amedeo Romeo e Alessandro Bergallo, regia di Amedeo Romeo, con Alessandro Bergallo (musiche Federico Bagnasco; video e light-designer Luca Riccio), giugno 2019[16]
- Da uno a tutti, da tutti a uno. Questa è la rivoluzione digitale, monologo di apertura al convegno di Assindustria Veneto, introducendo gli interventi di Marco Tronchetti Provera e Ferruccio De Bortoli[17]
- Adagio, di Emanuelle Delle Piane, traduzione di Gianni Poli e Marco Cappelletti, regia di Emanuele Conte, con Alessandro Bergallo, Susanna Gozzetti, Sarah Pesca, Graziano Siressi e Fabio Wolf al pianoforte; produzione Fondazione Luzzati-Teatro della Tosse, dicembre 2019[18]
- Ce le ho tutte, spettacolo di teatro canzone, di Andrea Begnini e Alessandro Bergallo, con Alessandro Bergallo e Federico Bagnasco al contrabbasso, luglio 2020[18]
- Storie di spiriti, fantasmi e tavolini, di Luigi Ferrando, Emanuele Conte e Alessandro Bergallo, produzione Fondazione Luzzati-Teatro della Tosse, luglio 2020[18]

## Televisione
- Zelig (Italia 1, 2000)
- Bulldozer (Rai 2, 2003-2006)
- Quelli che il calcio (Rai 2, 2004)
- Domenica in (Rai 1, 2004)
- Comedy Club (RSI, 2005)
- Colorado Cafè (Italia 1, 2007)
- Camera Café (Italia 1, 2012)
- Tribbù (Rai 2, 2007)
- Lilit - In un mondo migliore - ospite (Rai 3, 2012)
- Copernico - autore (Comedy Central, 2011-2013)

## Web serie
- Lista di nozze, regia di Gaetano Maffia (2016)[19]

## Filmografia

### Attore
- Un giorno fortunato, regia di Massimo Martelli - miniserie TV (1997)
- 500!, regia di Giovanni Robbiano, Lorenzo Vignolo e Matteo Zingirian (2001)
- La seconda volta non si scorda mai, regia di Francesco Ranieri Martinotti (2008)
- Camera Café - serie TV, episodio 5x49 (2012)
- Masantonio - Sezione scomparsi - serie TV, episodio 1x07 (2021)

### Sceneggiatore e regista
- Amore vagabondo - cortometraggio

## Radio
- Airbag magique (Rai Radio 2, 2005)

## Libri
- Grazie, Signore Grazie (Il mondo dei Valleluja), Mondadori, 2004

## Pubblicità
- Paluani (2007-2010)
- Consorzio Ricrea (2013)[20]
- Galhop (2015)